# Den nærsynede Guvernante
Den nærsynede Guvernante er en dansk stum komediefilm fra 1909 produceret af Nordisk Films Kompagni og instrueret af Viggo Larsen.
Filmen blev distribueret i tysktalende lande som Die kurzsichtige Gouvernante, i fransktalende lande som La gouvernante myope og i engelsktalende lande som The Short-Sighted Governess.	

## Handling
Under en gåtur er den nærsynede guvernante mere optaget af sin avis end at være guvernante, hvilket fører til en række uheldige episoder, ikke mindst at hun kommer hjem med en dreng, i stedet for datteren i huset.

## Medvirkende
- Petrine Sonne som guvernanten